# Ládbesenyő
Ládbesenyő es un pueblo ubicado en el distrito de Edelény, condado de Borsod-Abaúj-Zemplén, Hungría.

## Superficie
Posee una superficie de 10,40 kilómetros cuadrados.

## Demografía
Hasta 2022 la población era de 277 habitantes, con una densidad de población de 26,63 habitantes por kilómetro cuadrado.